# Mohammed Camara
Mohamed Camara, mais conhecido como Mo Camara, (Conakry, 25 de junho de 1975) é um ex-futebolista guineense.

## Carreira

### Inicio
Camara passou os primeiros anos de sua carreira profissional no futebol francês, no Beauvais em 1993, e em 1996 foi emprestado ao Troyes, onde jogou 13 jogos pela liga. Ele fez um total de 79 jogos no campeonato para Beauvais, antes de assinar com o Le Havre, em agosto de 1997, onde ele foi emprestado para o Lille.

### Wolverhampton
Camara mudou-se para a Inglaterra no verão de 2000 para o Wolverhampton Wanderers em um negócio de 100 mil libras. Ele se tornou uma figura popular entre os fãs, conhecido por seu empenho e ritmo, apesar de, às vezes, exibir uma falta de posicionamento e controle da bola. Ele se manteve como titular por dois anos, mas na temporada 2002-2003 não conseguiu se firmar pois sofreu uma lesão no ligamento do joelho e também pela contratação de Denis Irwin.

### Burnley
Em junho de 2003, foi transferido de graça para o Burnley, onde conseguiu novamente jogar com mais frequencia. Com a saída de Stan Ternent e a entrada de Steve Cotterill como treinador da equipe, passou a atuar como lateral-esquerdo, o que causou uma dramática melhora em sua forma física no início da temporada 2004-05. Ele marcou seu único gol pelo Bunrley, na Copa da Liga Inglesa na vitória sobre o Aston Villa em outubro de 2004.

### Celtic
A forma de Camara atraiu o Celtic Football Club clube do Campeonato Escocês de Futebol, que ingressou no final de seu contrato de dois anos que estava sob a Lei de Bosman.
Depois de uma temporada com o treinador Gordon Strachan, ele se firma como titular. No entanto após Ross Wallace começar a jogar como lateral-esquerdo, Camara se tornou reserva fazendo apenas aparições raras. Ele teve menos oportunidades ainda de jogar, quando o lateral-direito Mark Wilson foi contratado e também passou a jogar como lateral-esquerdo. 

### Derby County
Apesar de ter dito que lutaria por seu espaço no Celtic, Camara acaba deixando o clube para se juntar ao Derby County em outra transferência de graça, em agosto de 2006. Ele era um jogador titular durante a primeira metade da temporada, no entanto ele se viu fora da disputa após o Derby County contratar James McEveley. Na temporada seguinte, com o clube na Premier League, Camara fez poucos jogos. Apesar de ter marcado contra o Blackpool na Copa da Liga Inglesa no início da temporada, ele fez apenas um jogo na primeira divisão, em uma goleada de 6 a 0 aplicada pelo Liverpool, antes de mais tarde ser emprestado ao Norwich City.
Em 5 de agosto de 2008, Camara transferiu-se para o clube rival o Blackpool por empréstimo até 30 de Agosto. Ele fez sua estréia pelos Seasiders em 9 de agosto em uma derrota em casa por 1 a 0 frente ao Bristol City. Em 9 de setembro o empréstimo foi prorrogado por mais um mês, com o técnico Simon Grayson dizendo: "Ele jogou muito bem para nós nos primeiros quatro jogos do campeonato. Ele tem boa energia e experiência, e ele tem sido um bom complemento". O período de empréstimo foi prorrogado pela terceira vez em 17 de outubro, mantendo-o com os Seasiders até 22 de novembro. Após seu retorno ao Derby Country Camara foi o destaque na vitória sobre o Forest Green Rovers pela FA Cup mas foi considerado como desnecessário às exigências do novo treinador Nigel Clough e ele foi liberado em 3 de fevereiro de 2009.

### St. Mirren
Após o fechamento da janela de transferência de janeiro de 2009, Camara voltou para a Escócia e assinou com o St. Mirren. Devido a lesões fez apenas treze jogos e foi dito a Camara que a partir de 27 de fevereiro de 2010 ele estaria livre para procurar um novo clube.

### Torquay United
Logo após ser liberado do St Mirren, Camara juntou-se ao clube inglês Torquay United da Football League Two. Tendo feito sua estreia em uma derrota em casa por 2 a 1 diante do Port Vale em 13 de fevereiro, seis dias depois, Camara fez seu segundo e último jogo pelos Gulls em uma partida contra Rotherham United, em que ele foi substituído no intervalo. Foi finalmente confirmado pelo treinador Paul Buckle em 24 de abril que Camara não estava mais no clube.
Em 15 de maio de 2010 ele e mais seis jogadores foram dispensado pelo Torquay.